# Heterophasia picaoides
Heterophasia picaoides е вид птица от семейство Leiothrichidae.

## Разпространение
Видът е разпространен в Бутан, Виетнам, Индия, Индонезия, Китай, Лаос, Малайзия, Мианмар, Непал и Тайланд.